# Horná skala
Horná skala este o arie protejată (arie specială de conservare — SAC, sit de importanță comunitară — SCI) din Slovacia întinsă pe o suprafață de 120,06 ha, integral pe uscat.

## Localizare
Centrul sitului Horná skala este situat la coordonatele 48°42′18″N 19°01′42″E / 48.704897°N 19.028468°E.

## Înființare
Situl Horná skala a fost declarat sit de importanță comunitară în septembrie 2015 pentru a proteja 1 specie de plante și 3 specii de animale. Situl a fost protejat și ca arie specială de conservare în octombrie 2017.

## Biodiversitate
Situată în ecoregiunea alpină, aria protejată conține 3 habitate naturale: Păduri pe pante, grohotișuri și ravene de Tilio-Acerion, Păduri de fag Asperulo-Fagetum, Păduri de fag Luzulo-Fagetum.
La baza desemnării sitului se află mai multe specii protejate:
- plante (1): Buxbaumia viridis
- nevertebrate (3): Carabus variolosus, Cucujus cinnaberinus, Rosalia alpina